# Хертек, Александр Сагдыевич
Александр Сагдыевич Хертек (род. 5 июля 1952, Кызыл) — искусствовед, член Союза художников Российской Федерации, член Совета по культуре при Председателе Правительства Республики Тыва, заслуженный деятель искусств Республики Тыва (2007), заслуженный работник культуры Российской Федерации (2015).

## Биография
А. С. Хертек родился 5 июля 1952 года в Кызыле в семье рабочего. В 1969 г., окончив среднюю школу № 7 г. Кызыла, поступил на художественное отделение Кызылского училища искусств. После успешного окончания училища один год проработал художником в Тувинском республиканском краеведческом музее имени 60-ти богатырей. Затем поступил в Ленинградский институт живописи, скульптуры и архитектуры им. И. Е. Репина, который окончил в 1982 году. Работал преподавателем художественного отделения Кызылского училища искусств, искусствоведом по народному искусству в Тувинских художественно-производственных мастерских Художественного фонда РСФСР. Был ответственным секретарём Союза художников Тувы. С 1993 года работает в Национальном музее имени Алдан-Маадыр, возглавляя отдел культуры и искусства.

## Деятельность
А. С. Хертек является специалистом, который анализирует творчество тувинских художников, мастеров-камнерезов, а также историю зарождения изобразительного искусства Тувы. Благодаря его многочисленным статьям была осуществлена популяризация известных тувинских художников и камнерезов, таких как В. Л. Тас-оол, С. К. Ланзы, Х. К. Тойбухаа, И. Ч. Салчак, Х. С. Мижит-Доржу, Г. С. Суздальцев, И. П. Туренко, Б. С. Байынды, М. Х. Черзи, Р. А. Аракчаа, К. М. Саая, В. А. Ховалыг, Б. С. Дупчур, С. Ш. Саая. Он является одним из организаторов созданного в 1993 году филиала-музея знаменитой художницы Нади Рушевой. В результате своей подвижнической деятельности ему удалось создать художественный фонд, состоящий из 350 рисунков и 300 картин Нади Рушевой. А. С. Хертек, как экспозиционер и художник-оформитель, создал много запоминающихся выставок по творчеству Нади Рушевой, её отца Николая Рушева, матери Натальи Ажыкмаа-Рушевой. Проведена большая работа по научному описанию графики Нади Рушевой и живописи Николая Рушева. Принимал активное участие в создании многих выставок тувинских и русских художников, проводимых в Национальном музее имени Алдан-Маадыр.
Он выступал с докладами на многих научно-практических конференциях, проводимых в Туве и России. Он является организатором четвёртого изобразительного конкурса, проведённого в 2007 году и посвящённого 55-летию со дня рождения художницы Нади Рушевой, а также передвижной выставки рисунков Нади Рушевой в разных городах Сибири и России, включая Абакан, Омск, Барнаул, Зеленогорск, Горно-Алтайск, Москва, Улан-Удэ, Новосибирск, Елабуга в период с 2008 по 2017 годы. В 2012 году среди школьников Сибири и Тувы организовал региональный конкурс «Как гений чистой красоты…», посвящённый 60-летию со дня рождения Нади Рушевой, по изобразительному искусству, литературе и музыке. В 2017 году стал инициатором первой научно-практической конференции «Рушевские чтения». А. С. Хертек является постоянным автором материалов ежегодного историко-краеведческого альманаха «Летопись Тувы», выпускаемого Национальным музеем Республики Тыва. Он создал более 42 каталогов и буклетов о жизни и творчестве известных художников Тувы, более 140 искусствоведческих статей, которые были опубликованы в ряде республиканских и российских газет и журналов.

## Награды и звания
- Заслуженный деятель искусств Республики Тыва (2007)
- Заслуженный работник культуры Российской Федерации (2015)
- Юбилейная медаль в честь 100-летия образования Тувинской Народной Республики (2022)[3]